# Francesca Diotallevi

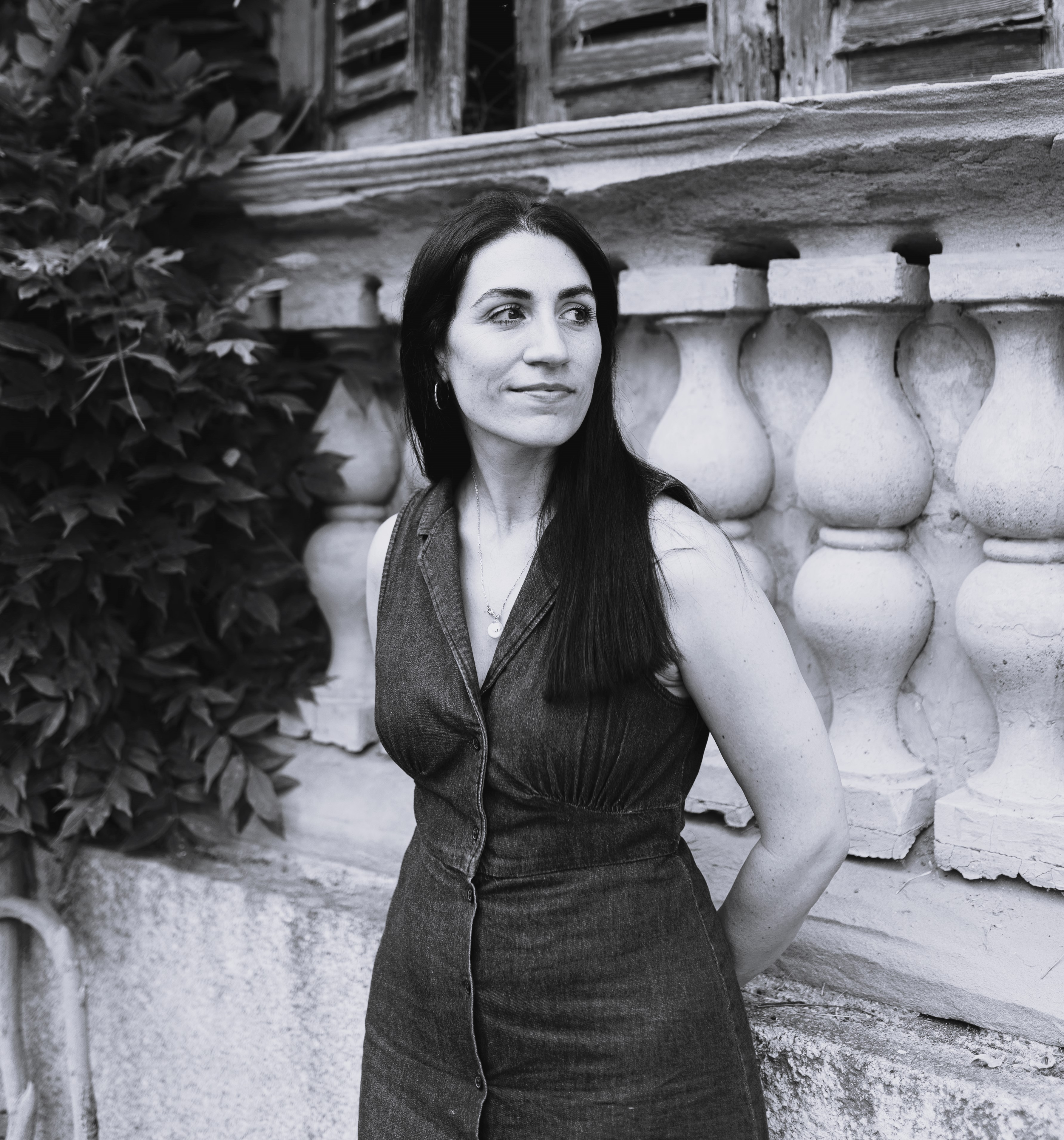
Francesca Diotallevi (2024)

Francesca Diotallevi (Milano, 1985) è una scrittrice italiana.

## Biografia
Nata a Milano nel 1985, è laureata in Scienze dei Beni Culturali.
Ha esordito nella narrativa nel 2013 con il romanzo d'impostazione classica Le stanze buie ambientato tra il 1864 e il 1904 tra Torino e Neive al quale ha fatto seguito due anni dopo Amedeo, je t'aime, sulla storia d'amore tra Amedeo Modigliani e Jeanne Hébuterne. Dopo Dentro soffia il vento, uscito nel 2016 e ambientato a Saint-Rhémy-en-Bosses, ha pubblicato nel 2018 Dai tuoi occhi solamente (ispirato alla vicenda della fotografa Vivian Maier) presentato al Premio Strega e vincitore del premio Comisso sezione giovani, del Premio Manzoni, del premio Mastronardi e del Premio Basilicata nella sezione dedicata alle opere promotrici della parità di genere. Nel 2023 è apparso, per Rizzoli, il saggio  Di pietra e furore. Vita e arte di Andrea Mantegna. Il suo ultimo romanzo è L'ultimo mago, uscito nel 2024, che racconta in forma romanzata la vita del sensitivo Gustavo Rol. 

## Opere
- Le stanze buie, Milano, Mursia, 2013 ISBN 978-88-425-5277-2.
  - nuova edizione rivista, Vicenza, Neri Pozza, 2021 ISBN 978-88-54523-89-0.
- Amedeo, je t'aime, Milano, Mondadori Electa, 2015 ISBN 978-88-918-0538-6.
- Dentro soffia il vento, Vicenza, Neri Pozza, 2016 ISBN 978-88-545-1236-8.
- Dai tuoi occhi solamente, Vicenza, Neri Pozza, 2018 ISBN 978-88-545-1806-3.
- Di pietra e furore. vita e arte di Andrea Mantegna, Milano, Rizzoli, 978-88-918-3586-4
- L'ultimo mago, Vicenza, Neri Pozza, 2024 ISBN 978-88-545-2743-0

## Premi e riconoscimenti
- Premio Neri Pozza sezione giovani: 2016 vincitrice con Dentro soffia il vento[8]
- Premio letterario nazionale Grotte della Gurfa: 2017 vincitrice con Dentro soffia il vento[9]
- Premio letterario Basilicata-Premio speciale di narrativa: 2019 vincitrice con Dai tuoi occhi solamente
- Premio letterario città di Vigevano - Lucio Mastronardi: 2019 con Dai tuoi occhi solamente.
- Premio Manzoni al Romanzo Storico: 2019 vincitrice con Dai tuoi occhi solamente[10]
- Premio letterario Giovanni Comisso Under 35: 2019 vincitrice con Dai tuoi occhi solamente[11]